# Powerman 5000
Powerman 5000 é uma banda de metal industrial formada em 1991 em Boston.
Em 1991 Spider largou a escola de arte e comprou um pequeno estúdio aonde começou a atuar como "MC Spider" onde gravou o "Much Evil" com o produtor Lamar Lowder com essa base ele criou a banda Powerman 5000. Seu estilo rap/metal ganhou grande popularidade,em 1991 Adam Williams se juntou à banda.
Em 1994 e 1995, Powerman lançou dois álbuns independentes, "True Force" e "The Blood Splat Rating System". os dois foram sucessos locais.
Em 1996, se apresentaram na segunda fase do Ozzfest e apareceram em um episódio da série  Beverly Hills.
Em 1997, a banda assinou com Dreamworks Records e lançado uma re-gravação de The Blood Splat Rating System". (com duas novas faixas) intitulado Mega!! Kung Fu rádio. A banda realizou uma excursão, realizando no palco principal no Ozzfest de 1997, e lançado compactos como "Organizized" e "Tokyo Vigilante # 1".

## História

### Tonight the Stars Revolt!
Em 1999, Guitarrista M.33 (Mike Tempesta) juntou - se ao grupo em que obteve a sua maior quebrade vendas.Criando uma estranha fusão de ficção científica (interesse de Spider) e "Rock Action" (tema para o rock energetico que tocavam), eles lançaram o Tonight The Stars Revolt!, Que continha as canções When Worlds Collide (canção) , Nobody's Real, e Supernova Goes Pop. O álbum vendeu mais de um milhão de cópias e garantiram o sucesso da banda.

### Anyone for Doomsday?
O lançamento do disco Anyone For Doomsday? foi cercado de problemas, com o single "Bombshell" já liberado nas rádios e a um mês apenas do lançamanto do disco o mesmo foi cancelado....
Primeiro devido ao alto número de pirataria pela internet
e depois devido aos ataques de 11 de setembro (devido a letra da música).
Spider nega o cancelamento do álbum devido o álbum ser muito parecido com o anterior e Spider queria lançar algo novo no mercado.
Devido a conflitos internos Dorian Heartsong e Allen Pahanish deixaram a banda,Adrian Ost e Siggy Sjursen assumiram os seus lugares.
A música bombshell foi usada na abertua do wwe (programa de vale tudo) e também foi usada em um video de snowboard "haun Palmer's Pro Snowboarder" e também no filme Freddy vs. Jason.

### Transform
Em 2003 a banda lançou o álbum Transform,o álbum mais punk da banda.Contendo os famosos singles Free e Action.
A Dreamworks Records foi comprada pela troy record e Spider decidiu nao ficar mais na gravadora aonde lançou a sua propria gravadora "megatronic records"
em 2004 lançaram o álbum  The Good, The Bad And The Ugly Vol. 1

### Destroy What You Enjoy
A nova turnê também foi iniciado, mas M.33 tinha sido expulso da banda para começar brigas e Adam 12 Alien Ant Farm antigo guitarrista Terry Corso e antigo Halfcocked (a primeira banda no de Spider) guitarrista Johnny Rock foram trazidos para a rodada fora do show.

### Somewhere on the Other Side of Nowhere(2007–2011)
Em 21 de maio de 2007, Powerman 5000 afirmou através de um post no blog do MySpace que irá lançar um novo álbum de estúdio em 2007. A mensagem no blog era: "Considerando o histórico da banda de lançar cds uma vez a cada três anos, parece difícil acreditar que, sim, vamos lançar um novo disco em 2007!! Está tudo apenas começando a se desenvolver e os ondes, quems e ques estão a ser determinados, mas novo rock está a caminho!!". No entanto, depois dessa notícia, nenhuma informação nova foi liberada.
Finalmente, em dezembro de 2008, a nova faixa "Super Villain" estreou na página do Myspace da banda, apresentando o seu regresso ao som no qual tornou a banda popular, um som similar ao do álbum Tonight the Stars Revolt!. Em 28 de janeiro de 2009, uma prévia das faixas do álbum de estúdio foram postadas na página do Myspace do grupo, contendo os clipes das músicas "Super Villain", "V is for Vampire", e "Horror Show". Powerman 5000 postou que "Super Villain" se tornaria disponível para compra digital, em 10 de fevereiro através do iTunes e Amazon.com.
Em 7 de abril de 2009, Powerman 5000 lançou uma notícia no blog na sua página no MySpace dizendo que Anyone for Doomsday? foi oficialmente relançado. A batalha judicial terminou e o álbum foi lançado sob a licença SKG Music. O álbum está disponível no iTunes. Em 21 de abril, a banda lançou "V is for Vampire", o segundo single do álbum.
Em 7 de julho de 2009, Powerman 5000 lançou uma noticia no blog em sua página no MySpace afirmando que o novo álbum foi finalizado, e que uma data de lançamento, lista de músicas, imagens, e as datas dos shows adicionais seriam anunciadas em breve. Em 27 de julho de 2009, Powerman 5000 apareceu no Rockline, anunciando o título do novo álbum como Somewhere on the Other Side of Nowhere. Três novas canções estrearam no show, incluindo "Timebomb, Baby", "Make Us Insane", e "Show Me What You've Got".
O CD Somewhere on the Other Side of Nowhere foi lançado oficialmente em 6 de outubro nos Estados Unidos e ficou disponível no Canadá em 20 de outubro, duas semanas após a data de lançamento relatado. A banda embarcou em uma turnê nacional no mês de outubro e novembro em suporte ao álbum.

### Copies, Clones & Replicants(2011-presente)
A banda anunciou em 23 de maio de 2011 que eles começaram a trabalhar em um novo álbum. Em 24 de julho de 2011, Powerman 5000 lançou um cover da canção "Whip It" da banda Devo, um cover de "Space Oddity" de David Bowie em 28 de julho e um cover de "Jump" da banda Van Halen em 31 de julho no site oficial da banda, todas pertencentes ao álbum Copies, Clones & Replicants, lançado em 30 de agosto de 2011.

## Jogos
- Em 2000 a música "When Worlds Collide" foi incluída na trilha sonora do game Tony Hawk's Pro Skater 2.
- Em 2005 a música "Almost dead" foi incluida na trilha sonora do game Shadow the Hedgehog
- Em 2001 a música "Supernova goes pop" foi incluída na trilha sonora do game Gran Turismo 3 Aspec
- Em 2004 as musicas "When Worlds Collide", "The Way It Is", "Riot Time" e ''The Last Night On'' Earth foram incluídas na trilha sonora do game WWE Smackdown vs Raw
- Em 2003 A musica "Action" foi incluida na trilha sonora do game NASCAR Thunder 2004

## Membros
- Spider One (Michael Cummings) – vocal
- DJ Rattan (Rattan Cayabyab) – bateria
- Murv3 (Murv Douglas) – baixo
- Ty Oliver – guitarra
- Taylor Haycraft - guitarra

## Discografia
- 1995: The Blood Splat Rating System
- 1997: Mega!! Kung Fu Radio
- 1999: Tonight the Stars Revolt!
- 2001: Anyone for Doomsday?
- 2003: Transform
- 2006: Destroy What You Enjoy
- 2009: Somewhere on the Other Side of Nowhere
- 2011: Copies, Clones & Replicants
- 2014: Builders of the future
- 2017: New Wave